# Tichaja zastava
Tichaja zastava (Тихая застава) è un film del 2011 diretto da Sergej Machovikov.

## Trama
Il film racconta la battaglia dei militanti afgani e tagichi con l'esercito russo, avvenuta nel 12 ° avamposto di confine del distaccamento di confine di Mosca nella Repubblica del Tagikistan il 13 luglio 1993.